# Black River (Abitibi River)
Der Black River (englisch für „schwarzer Fluss“) ist ein 105 km langer linker Nebenfluss des Abitibi River im Norden der kanadischen Provinz Ontario.
Der Black River hat seinen Ursprung auf dem Kanadischen Schild in einem kleinen namenlosen See auf einer Höhe von 357 m. Dieser liegt einen Kilometer nördlich der Landebahn des Kirkland Lake Airport, 9,5 km nordöstlich der Gemeinde Kirkland Lake. Der Black River fließt anfangs 20 km in nördlicher Richtung durch den Esker Lakes Provincial Park. Anschließend wendet er sich auf den folgenden 25 Kilometern nach Westen. Schließlich fließt er auf seiner restlichen Fließstrecke nach Nordwesten. 45 km oberhalb der Mündung liegt die Ortschaft Ramore einen Kilometer westlich des Flusslaufs. Nach weiteren 25 Kilometern passiert der Black River die Ortschaft Matheson. Matheson bildet das Verwaltungszentrum der Township Black River-Matheson, zu der neben Matheson und Ramore noch weitere Siedlungen in der Umgebung zählen. Der Ontario Highway 11 (Trans-Canada Highway) verläuft westlich des Flusslaufs. Der Black River mündet 8 km südlich von Iroquois Falls in den Abitibi River. Durch dessen Aufstau wird der Black River bis nach Matheson rückgestaut. Dieser Flussabschnitt gehört zum Abitibi-De-Troyes Provincial Park. Größere Nebenflüsse des Black River sind Pike River und Shallow River von rechts sowie Driftwood River von links. Das Einzugsgebiet umfasst etwa 3180 km².

## Wasserkraftnutzung
Am Black River befindet sich bei Ramore ein Wasserkraftwerk (⊙). Es wurde im Mai 1987 in Betrieb genommen. Das Kraftwerk besitzt eine Francis-Turbine mit einer Leistung von 522 kW. Die Fallhöhe liegt bei 11,04 m.